# August Panning
August Panning (* 1857 in Sendenhorst; † 7. Februar 1922 in Werl) war Bürgermeister der Stadt Werl.
Panning wurde 1888 in das Amt gewählt und war fast 20 Jahre Bürgermeister. Er hatte sich nach dem Tod seines Vorgängers Fickermann bei einer öffentlichen Ausschreibung um das vakante Bürgermeisteramt beworben. Sein Gehalt betrug 3,600 Mark. In seine Amtszeit fiel die Eröffnung der Werler Strafanstalt (damals noch Königliches Zentralgefängnis), die Ansiedlung des Ursulinenklosters und die Umstrukturierung der Rektoratsschule zum Gymnasium. Etliche vermögensrechtliche Probleme, die infolge der Kirchen- und Klostergesetzgebung auftraten, wurden gelöst.
- Die Panning-Straße in Werl wurde nach ihm benannt.